# Banū
[[Fitxer:Beni_Ourtilane.jpg|miniatura|Senyal bilingüe a l'entrada de: بنى ورثيلان (àrab) Beni Ourtilane (francès)]
Banū (en àrab, بنو), benī, binī o banī (بني) és un terme comú en el món àrab que vol dir «els fills de» o «descendents de». S'usa en toponímia i patronimia i va seguit del nom del progenitor masculí que va fundar el clan o tribu. Exemples són Banu Qasi, Bani Suheila, Banu Qurayza... Equival al b'nei jueu, a l'ait berber, i al -ez espanyol (com en Fernández).
Un altre exemple és la tribu àrab de la qual prové Mahoma, els curaixites, que s'autoanomenaven com Bani Quraysh.

## Gramàtica
Mentre que banu determina el cas nominatiu, bani indica casos acusatiu i genitiu. A causa d'aquestes regles gramaticals de l'àrab, la paraula a vegades pot convertir-se en bani depenent del context. Per exemple, es parla de «la llengua banu Kaab», però que es «pertany al bani Kaab». I a vegades és banis. Tant Banu com Bani deriven de la mateixa arrel semítica que ibn o bin («fill de»), i són la forma plural.
En textos anglesos a vegades es troba com Banee, i en les transliteracions franceses com Béni.

## Usos
«Bani Israel» és una denominació comuna àrab per a referir-se als fills d'Israel (israelites); a més, un sura de l'Alcorà també es diu així, Bani Israel. El terme és molt semblant al cognat hebreu: B'nei Yisrael' (בני ישראל) (també B'nai Yisrael, B'nei Yisroel o Bene Israel).
A part de les tribus, les persones també poden tenir aquest terme en el seu nom, per exemple, Fatima bint Hizam va ser sobrenomenada Umm al-Banin, «mare de molts fills».
Un altre ús és Banu Adam, que es refereix a tots els fills d'Adán, és a dir, la Humanitat. Bani Adam (fill d'Adán) o Bint Adam (filla d'Adán) s'usa com un terme per a ésser humà, especialment quan es recorda o s'exhorta a les persones a «actuar com a éssers humans» (és a dir, respectar les convencions socials de sentit comú, les regles de cortesia o d'humanitarisme).
La societat àrab és una societat patrilineal. El llinatge patern s'identifica amb una bona o mala reputació. Tots els noms van ser seguits per Bin (masculí) o Bint (femení) i el nom del pare.
Com una forma d'arabització, la paraula Beni sovint s'ha utilitzat en noms de llocs oficials o noms personals en lloc de noms berbers amb Ait. Per exemple, Beni Yenni o Beni Urtilán són avui dia els noms administratius dels districtes algerians anomenats At Yenni i Ayt Wartiran pels seus habitants.

## Toponímia

### Península ibèrica
A la península ibèrica existeixen multitud de noms de lloc que comencen per Beni- o Bena-. Es va aplicar a les localitats poblades per moriscos. Alguns exemples són:
- Benacazón
- Benadalid
- Benahadux
- Benahavís
- Benalauría
- Benalmádena
- Benalúa
- Benalup-Casas Viejas
- Benamahoma
- Benamargosa
- Benamaurel
- Benamejí
- Benamocarra
- Benaocaz
- Benaoján
- Benarrabá
- Beniarbeig
- Beniard
- Beniarrés
- Benicarló
- Benicàssim
- Benidoleig
- Benidorm
- Beniel
- Benifallín
- Benifaió
- Benifato
- Benigànim
- Benigembla
- Benijófar
- Benilloba
- Benillup
- Benimantell
- Benimarfull
- Benimassot
- Benimeli
- Benissa
- Benitatxell
- Vinalesa
- Vinaròs

### Illes Balears
A diferència de la península, tot i que es troben topònims amb el prefix Beni, és més habitual el Bini.
Mallorca: Binissalem, Biniali, Binibona, Biniaraix...
Menorca: Binibèquer, Binisafúller...
Eivissa: Benimussa (Sant Josep), Benirràs (Sant Miquel), Benimaimó (Sant Mateu)

### Magreb
Al Marroc va existir la regió de Garb-Shrarda-Beni Hasen fins al 2015, moment en el qual es va integrar a la regió de Rabat-Salé-Kenitra. Aquesta es referia a la tribu marroquina anomenada Beni Hsen, que poblà la zona. També existeix la regió de Beni Melal-Jenifra. En aquest darrer cas, es refereix a la seva capital, Beni Mellal (Ayt Mellal). Melal, que en amazig significa «blanc», es refereix a les muntanyes nevades de l'Atles, que se situen enfront de la ciutat.
Al Magreb és habitual que molts pobles berbers que començaven per Ayt o Aït es van traduir a l'àrab com Banu o Beni, en el procés d'arabització del Magreb. Per exemple: Beni Ensar (Ayt Nṣar), Beni Aziz (Aït Aziz), Beni Ziki (Ath Ziki), Beni Duala (Ait Duala)...

## Tribus ambBanu
Hi ha diferents tribus que comencen amb Banu. Cal dir que Banu es pot aplicar a la majoria de clans, encara que alguns «solen» incloure-ho i d'altres no. Per exemple, als Omeies (Umayyad), també se'n deia Banu Umayyad.